# Choristella ponderi
Choristella ponderi là một loài ốc biển, là động vật thân mềm chân bụng sống ở biển thuộc họ Lepetellidae.